# Argumentum ad lazarum
L'argumentum ad lazarum (també anomenat apel·lació a la pobresa) és una fal·làcia lògica consistent en judicar com a correcte una sentència pel fet que la persona que l'ha formulat és pobre.
Aquesta fal·làcia lògica és l'oposada a l'argumentum ad crumenam.

Alguns exemples en serien:
Els monjos han fet vot de pobresa, per tant són savis que sempre tenen raó
En una discussió entre directors i treballadors segur que tenen raó els treballadors perquè són més pobres